# Kabinett Auerswald-Hansemann
Das Kabinett Auerswald-Hansemann bildete vom 25. Juni bis 21. September 1848 das von König Friedrich Wilhelm IV. berufene preußische Staatsministerium. Die Märzregierung trat an mit dem Ziel, die von der Regierung Camphausen-Hansemann eingeleiteten liberalen Reformen und Bemühungen zur Schaffung einer Verfassung für Preußen erfolgreich zu beenden. Auch sie konnte die Gegensätze zwischen der linken Mehrheit in der preußischen Nationalversammlung und dem König in der Verfassungsfrage nicht überbrücken und trat nach der Abstimmungsniederlage über die Umsetzung des Antrags Stein zur Bekämpfung reaktionärer Bestrebungen im Militär zurück.
| Amt                                                    | Name                                                                                           |
| ------------------------------------------------------ | ---------------------------------------------------------------------------------------------- |
| Ministerpräsident, Äußeres (interim)                   | Rudolf von Auerswald                                                                           |
| Finanzen                                               | David Hansemann                                                                                |
| Geistliche, Unterrichts- und Medizinal-Angelegenheiten | Karl Rodbertus, 25. Juni 1848 – 3. Juli 1848 Adalbert von Ladenberg, ab 3. Juli 1848 (interim) |
| Handel, Gewerbe und öffentliche Arbeiten               | Karl August Milde                                                                              |
| Justiz                                                 | Karl Anton Maerker                                                                             |
| Inneres                                                | Friedrich Kühlwetter, 25. Juni 1848 (interim), 3. Juli 1848 definitiv                          |
| Landwirtschaft                                         | Julius Gierke                                                                                  |
| Krieg                                                  | Ludwig Roth von Schreckenstein                                                                 |